# Gisela van Bourgondië (1075-1133)
Gisela van Bourgondië (circa 1075 - 1133/1135) was via haar twee huwelijken van 1090 tot 1103 gravin van Savoye en van 1105 tot aan haar dood markgravin van Monferrato. Ze behoorde tot het huis Ivrea.

## Levensloop
Gisela was een dochter van graaf Willem I van Bourgondië en Stephania van Longwy-Metz.
In 1090 werd ze uitgehuwelijkt aan graaf Humbert II van Savoye. Vanaf dan droeg Gisela de titel van gravin van Savoye, totdat haar echtgenoot in 1103 stierf. Ze kregen volgende kinderen:
- Amadeus III (1095-1148), graaf van Savoye
- Willem (overleden in 1130), kanunnik in Luik
- Adelheid (1092-1154), huwde in 1113 of 1114 met koning Lodewijk VI van Frankrijk
- Agnes (overleden in 1127), huwde met heer Archimbald VI van Bourbon
- Humbert
- Reginald
- Gwijde, abt in Namen

Na de dood van Humbert II van Savoye hertrouwde Gisela in 1105 met markgraaf Reinier van Monferrato en werd ze op die manier markgravin van Monferrato. Uit het huwelijk zijn volgende kinderen bekend:
- Johanna, huwde in 1127 met graaf Willem Clito van Vlaanderen
- Willem V (1115-1191), markgraaf van Monferrato
- Mathilde, huwde met markgraaf Albert van Parodi
- Adelheid, werd kloosterzuster
- Isabella, huwde met graaf Gwijde van Biandrate

Gisela stierf tussen 1033 en 1035, het jaar dat haar echtgenoot Reinier overleed.